# موتور مير دوست
موتور مير دوست (بالإنجليزية: Mowtowr-e Mir Dust)‏ هي منطقة سكنية تقع في سيستان وبلوتشستان في إيران.